# Mil Mi-34
Mil Mi-34 (tên mã NATO: Hermit) là một loại trực thăng hạng nhẹ được Nhà máy sản xuất trực thăng Mil Moskva thiết kế cho nhiệm vụ huấn luyện và thông thường khác.

## Biến thể
- Mi-34S
- Mi-34S2 "Sapsan"
- Mi-34L
- Mi-34P Patrulnyi (tiếng Anh: patrol)
- Mi-34A
- Mi-34M1 và Mi-34M2
- Mi-34UT
- Mi-34V hay Mi-34VAZ hay Mi-234
- Mi-44

## Quân sự
Bosnia and Herzegovina
- Lực lượng vũ trang Bosnia và Herzegovina[1][2]

 Nigeria
- Không quân Nigeria[3]

## Tính năng kỹ chiến thuật (Mil Mi-34)
Dữ liệu lấy từ Jane's All The World's Aircraft 2003–2004
Đặc điểm tổng quát
- Kíp lái: 1 hoặc 2
- Sức chứa: 2 hành khách
- Chiều dài: 11,415 m (37 ft 5½ in)
- Đường kính rô-to: 10.00 m (32 ft 9¾ in)
- Chiều cao: 2,75 m (9 ft 0¼ in)
- Diện tích đĩa quay: 78,70 m² (847,1 ft²)
- Trọng lượng rỗng: 950 kg (2.094 lb)
- Trọng lượng cất cánh tối đa: 1.450 kg (3.196 lb)
- Động cơ: 1 × Vedeneyev M-14V-26V, 239 kW (320 hp)

 Hiệu suất bay 
- Vận tốc cực đại: 210 km/h (113 knot, 130 mph)
- Vận tốc hành trình: 170 km/h (92 knot, 106 mph)
- Tầm bay: 356 km (192 nmi, 221 dặm)
- Trần bay: 4.000 m (13.120 ft)